# 桑塔與海盜的詛咒
《桑塔與海盜的詛咒》（又译作）是一款由WayForward Technologies開發的平台動作遊戲，2014年10月首先於3DS平台發售，之後陸續推出Wii U、Windows、Xbox One、PS4、任天堂Switch等版本。本作是《桑塔》系列的第三作，前作是《桑塔：里絲琦的逆襲》，續作是《桑塔：半精靈英雄》。系列主角半精靈桑塔（Shantae）將再次展開冒險，與過去的宿敵Risky Boots一同合作，對抗詛咒以拯救這片Sequin大陸。

## 系統
如同系列前作，玩家操作半精靈桑塔，揮舞頭髮來擊敗敵人。在前作劇情中桑塔失去了自身的精靈之力，已無法施展魔法，因此本作她開始使用各種海盜裝備來協助冒險。這些裝備諸如可用來射擊敵人與觸發遠處機關的手槍、可在空中滑翔與乘風起飛的帽子、可施展向下突刺來擊碎擋路石塊的彎刀、可施展衝刺來撞破牆壁的靴子、可增加跳躍次數的加農砲等等。此外和前作一樣玩家可在商店中購買許多道具，諸如強化頭髮和海盜裝備攻擊力，或是恢復生命值的藥水等等。本作取消了變身魔法系統，取而代之的是可使用精靈神燈吸收特定物品，例如寶石、或是黑暗魔力與氣味之類的氣體。
本作地圖為關卡制，每關皆為互不相聯的獨立島嶼，島上充滿各種地形與迷宮等待玩家探索。在每座迷宮中固定都可取得一件海盜裝備，擊敗迷宮的BOSS才能獲得解鎖下一座新島嶼的地圖。遊戲流程中時常需要玩家完成指定任務後才能推動劇情發展，例如在島上收集特定素材並交給某位NPC。遊戲中也有不少隱藏收集要素，在各島嶼上可找到總數20個被詛咒的小怪Cacklebat，擊敗後可用神燈吸收其掉落的黑暗魔力，集滿這種魔力才能解鎖隱藏結局。此外各島上也藏有32個愛心烏賊（Heart Squids），可用來跟NPC交易以提升生命值上限。當遊戲完全通關後將會解鎖海盜模式，該模式在流程一開始就給予玩家全部的海賊裝備，讓玩家更容易快速通關。

## 開發
本作開發契機最早可追溯至2011年9月，桑塔系列創始人Matt Bozon在網路畫廊上偶然看到了一張桑塔的同人插畫，該畫是由矢部誠（KOU）所創作，而這位矢部誠恰好是日本遊戲公司Inti Creates的員工，經過洽談之後Inti Creates加入了合作開發桑塔系列的行列。Inti Creates主要負責宣傳圖、人設、美術概念方面的創作，而人設圖就交由矢部誠來繪製。此後Inti Creates不僅參與本作、也繼續參與續作《桑塔：半精靈英雄》的開發。
遊戲最初是在《任天堂力量》雜誌2012年12月號中公布相關資訊。2014年5月29日，WayForward Technologies宣布將會在2014年E3遊戲展上揭露更多遊戲資訊。在2014年任天堂E3發表會前夕，WayForward向Nintendo Life網站透露了將會在WiiU平台推出HD高解析度版本。

## 備註
1. ↑  負責發行任天堂3DS平台的實體版本

## 外部連結
- 官方网站（英文）